# Dejan Judež
Dejan Judež (Zagorje ob Savi, 2. kolovoza 1990.), slovenski skijaš skakač. Član je SSK Triglav.
Slovenski je prvak u skijaškim skokovima 2011. godine. Debitirao je u Svjetskom kupu 18. ožujka 2011. godine. U prvom nastupu osvojio je svoje prve bodove plasmanom na 25. mjesto.

## Vanjske poveznice
- Dejan Judež  Arhivirana inačica izvorne stranice od 30. siječnja 2015. (Wayback Machine) na stranicama Međunarodne skijaške federacije